# Geleitzug HX 84
Der Geleitzug HX 84 war ein alliierter Geleitzug der HX-Geleitzugserie zur Versorgung Großbritanniens im Zweiten Weltkrieg. Er fuhr am 28. Oktober 1940 kanadischen Halifax ab und sollte nach Liverpool fahren. Die Alliierten verloren durch den deutschen Schweren Kreuzer Admiral Scheer fünf Frachtschiffe mit 33.628 BRT, während es auf deutscher Seite keine Verluste gab. Damit war der HX 84 einer der verlustreichsten HX-Geleitzüge.

## Zusammensetzung und Sicherung

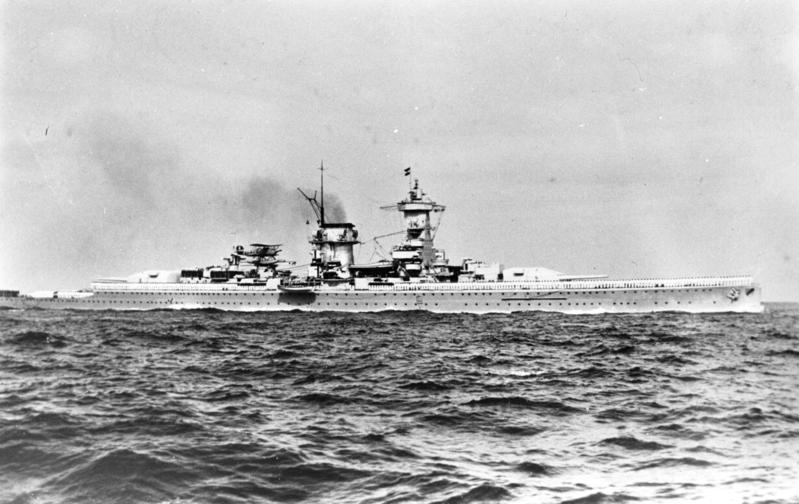
Schwerer Kreuzer Admiral Scheer

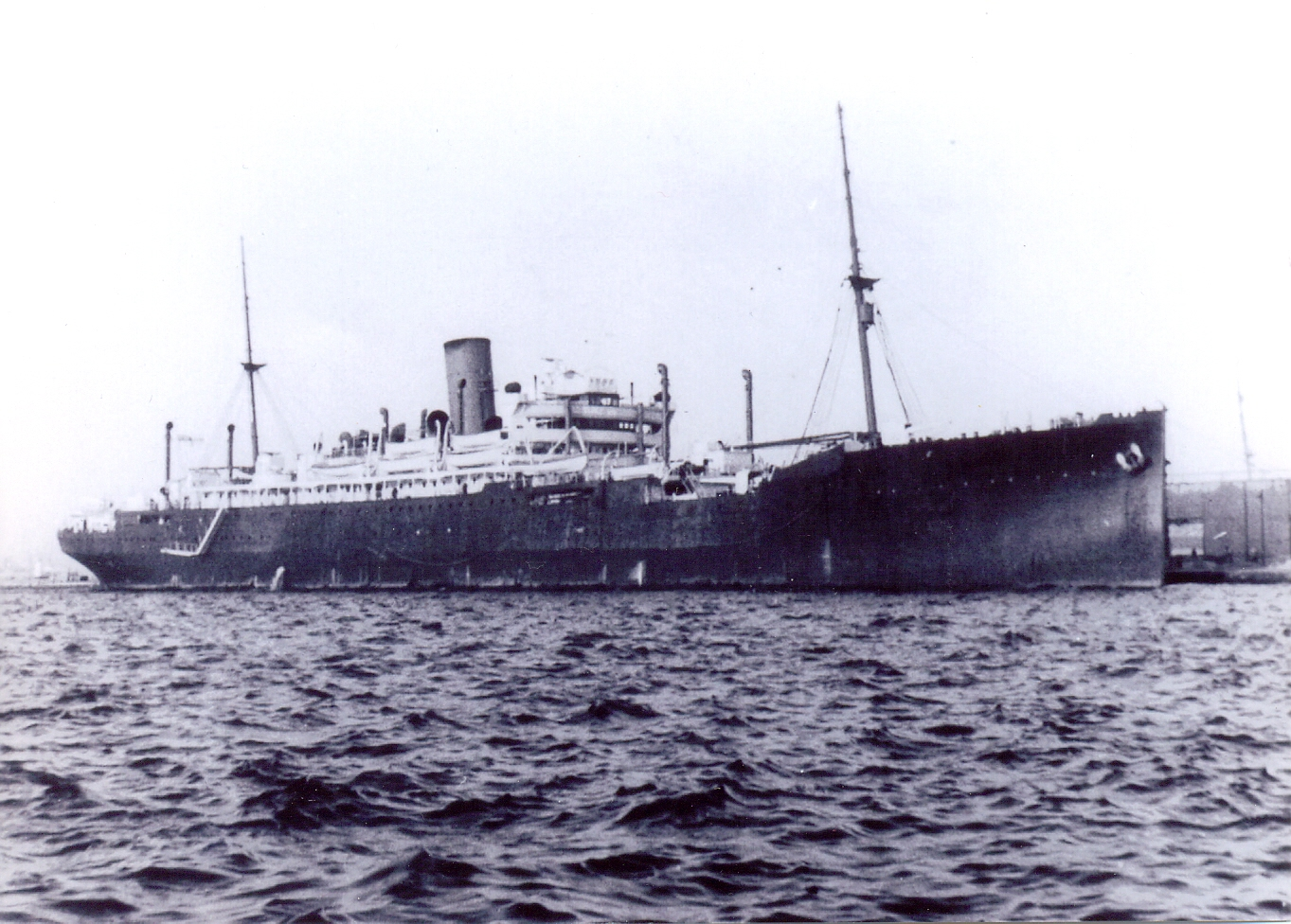
Hilfskreuzer Jervis Bay

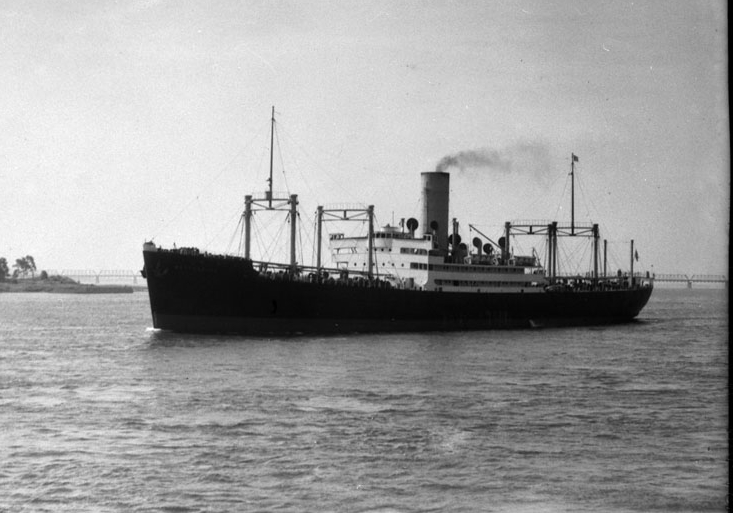
Frachter Beaverford

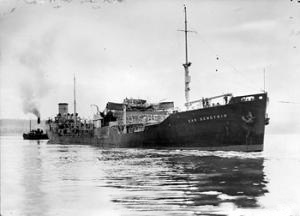
Tanker San Demetrio

Der Geleitzug HX 84 setzte sich aus 38 Frachtschiffen zusammen. Am 28. Oktober 1940 verließen sie Halifax (Lage) in Richtung Liverpool (Lage). Konvoikommodore war Rear Admiral Henry Bradford Maltby, der sich auf der Cornish City eingeschifft hatte.  Beim Auslaufen übernahmen die kanadischen Zerstörer St. Francis und Columbia zusammen mit dem britischen Hilfskreuzer Jervis Bay den Schutz des Konvois. Nach zwei Tagen verließen die beiden Zerstörer planmäßig das Geleit, sodass für die Atlantiküberquerung nur die Jervis Bay als Sicherung zur Verfügung stand.
| Name               | Flagge                 | Vermessung in BRT | Verbleib                                                     |
| ------------------ | ---------------------- | ----------------- | ------------------------------------------------------------ |
| Andalusian         | Vereinigtes Königreich | 3.082             | am 5. November durch Admiral Scheer beschädigt               |
| Anna Bulgaris      | Griechenland           | 4.603             |                                                              |
| Athelempress       | Vereinigtes Königreich | 8.941             |                                                              |
| Atheltemplar       | Vereinigtes Königreich | 8.992             |                                                              |
| Beaverford         | Vereinigtes Königreich | 10.042            | am 5. November durch Admiral Scheer versenkt (Lage)          |
| Briarwood          | Vereinigtes Königreich | 4.019             |                                                              |
| Castilian          | Vereinigtes Königreich | 3.076             |                                                              |
| Cetus              | Norwegen               | 2.614             |                                                              |
| Cordelia           | Vereinigtes Königreich | 8.190             |                                                              |
| Cornish City       | Vereinigtes Königreich | 4.952             |                                                              |
| Dan Y Bryn         | Vereinigtes Königreich | 5.117             |                                                              |
| Danae II           | Vereinigtes Königreich | 2.660             |                                                              |
| Delphi             | Schweden               | 4.571             |                                                              |
| Delphinula         | Vereinigtes Königreich | 8.120             |                                                              |
| Emile Franqui      | Belgien                | 5.859             |                                                              |
| Empire Penguin     | Vereinigtes Königreich | 6.389             |                                                              |
| Frodona            | Vereinigtes Königreich | 6.207             |                                                              |
| Fresno City        | Vereinigtes Königreich | 4.955             | am 5. November durch Admiral Scheer versenkt (Lage)          |
| Hjalmar Wessel     | Norwegen               | 1.742             |                                                              |
| James J Maguire    | Vereinigtes Königreich | 10.525            |                                                              |
| Kenbane Head       | Vereinigtes Königreich | 5.225             | am 5. November durch Admiral Scheer versenkt (Lage)          |
| Lancaster Castle   | Vereinigtes Königreich | 5.172             |                                                              |
| Maiden             | Vereinigtes Königreich | 7.908             | am 5. November durch Admiral Scheer versenkt (Lage)          |
| Morska Wolan       | Polen                  | 3.208             |                                                              |
| Oilreliance        | Vereinigtes Königreich | 5.666             |                                                              |
| Pacific Enterprise | Vereinigtes Königreich | 6.736             |                                                              |
| Persier            | Belgien                | 5.382             |                                                              |
| Puck               | Polen                  | 1.065             |                                                              |
| Rangitiki          | Vereinigtes Königreich | 16.698            |                                                              |
| Saint Gobain       | Schweden               | 9.959             |                                                              |
| San Demetrio       | Vereinigtes Königreich | 8.073             | am 5. November durch Admiral Scheer beschädigt (Lage)        |
| Solfonn            | Norwegen               | 9.925             |                                                              |
| Sovac              | Vereinigtes Königreich | 6.724             |                                                              |
| Stureholm          | Schweden               | 4.575             |                                                              |
| Trefusis           | Vereinigtes Königreich | 5.299             |                                                              |
| Trewellard         | Vereinigtes Königreich | 5.201             | am 5. November durch Admiral Scheer versenkt (Lage)          |
| Varoy              | Norwegen               | 1.531             |                                                              |
| Vingaland          | Schweden               | 2.734             | am 8. November durch Flugzeug der I./KG 40 beschädigt (Lage) |

## Verlauf
Am 5. November 1940 sichtete der Schwere Kreuzer Admiral Scheer unter Kapitän zur See Theodor Krancke östlich von Neufundland den nach Osten laufenden Konvoi. Die Admiral Scheer war am 27. Oktober aus Brunsbüttel ausgelaufen und hatte von den Briten unbemerkt am 1. November über die Dänemarkstraße den Nordatlantik erreicht. Der Kommandant des Hilfskreuzers Jervis Bay versuchte eine künstliche Nebelwand zu erzeugen und befahl dem Konvoi sich zu zerstreuen. Mit der Jervis Bay ließ der Kommandant Kurs auf die Admiral Scheer setzen, um das Feuer auf sein Schiff zu ziehen. Dazu griff er das deutlich besser bewaffnete und gepanzerte Schiff mit seinen 152,4-mm-Geschützen an. Die Admiral Scheer griff daraufhin zuerst den Hilfskreuzer an und versenkte diesen nach nur 22 Minuten (Lage), unter Verlust von 168 Seeleuten der insgesamt 254-köpfigen Besatzung. Die anderen wurden durch den schwedischen Frachter Stureholm gerettet. Unter den Toten befand sich auch der Kommandant Edward Fegen, der posthum das Victoria-Kreuz verliehen bekam. Danach verfolgte die Admiral Scheer die inzwischen weit verstreuten Frachtschiffe und versenkte die Maiden (91 Tote), die Trewellard (16 Tote), die Fresno City (1 Toter) und die Kenbane Head (23 Tote). Die San Demetrio und die Andalusian wurden beschädigt bzw. in Brand geschossen. 
Nun ließ der Kommandant des Frachters Beaverford Hugh Pettigrew, auch Stellvertretender-Konvoikommodore, angeblich die Admiral Scheer ansteuern, obwohl der Frachter nur zwei kleinere Geschütze als Bewaffnung hatte. Die Admiral Scheer konzentrierte ihr Feuer nun auf die Beaverford. Diese konnte immer wieder dem Geschützfeuer ausweichen. Der Kampf ging bis in die Nacht. Mit Leuchtkörpern und Beleuchtungsraketen versuchte die Admiral Scheer ihren Gegner zu finden. Statt in der Dunkelheit und dem Rauch zu versuchen zu entkommen, setzte die Beaverford den Kampf fort. Die Admiral Scheer feuerte während fünf Stunden 83 Schuss ihrer 28-cm-Geschütze und 71 Schuss ihrer 15-cm-Geschütze ab. Zwölf 28-cm-Granaten und sechzehn 15-cm-Granaten trafen die Beaverford. Als diese ihre Geschwindigkeit verlangsamte, da die Dampfturbinen beschädigt wurden, feuerte Admiral Scheer einen Torpedo ab. Er traf den Bug der Beaverford. Durch eine Explosion der Munition in ihrem Bug explodierte die Beaverford. Die gesamte Besatzung von 77 Seeleuten der Beaverford wurde getötet. Weder die Jervis Bay noch Beaverford konnten im Gefecht einen Treffer auf der Admiral Scheer landen.
Für diesen heldenhaften Einsatz der Beaverford gibt es keine Beweise. So widerspricht der Bericht des Kommandanten der Admiral Scheer, der nach dem Krieg verfasst wurde, dieser Geschichte. Krancke würdigte den Mut der Jervis Bay und eines kleinen brennenden Frachters, der kurz vor dem Untergang zurückschoss (vermutlich der Kenbane Head). Er erwähnte jedoch keinen Kampf mit der Beaverford, die er nur als ein Schiff mit einer Deckladung Holz beschreibt, das Admiral Scheer einholte, als es mit hoher Geschwindigkeit weit südlich des Hauptgeschehens floh. Als sie schließlich eingeholt wurde, erwies es sich als schwierig, die Beaverford durch Geschützfeuer zu versenken und sie wurde daher torpediert um Munition zu sparen. Der Untergang der Beaverford wurde von Fresno City aus beobachtet, das ebenfalls nach Süden flüchtete. Im Logbuch des Kapitäns ist vermerkt: "Die Beaverford, Kurs 110 Grad Ost-Südost, wurde angegriffen und in Brand gesetzt, Entfernung etwa 10 Meilen". Von einem Kampf oder einer Erwiderung des Feuers durch die Beaverford ist nicht die Rede, und es handelte sich keineswegs um ein vier- oder fünfstündiges Gefecht, sondern die Beaverford wurde nur 50 Minuten nach Kenbane Head und etwa eine Stunde, bevor Admiral Scheer die Fresno City einholte, angegriffen. Für eine solche Schlacht blieb keine Zeit.
Die Admiral Scheer konnte anschließend kein Schiff mehr versenken. Am 8. November fand eine Focke-Wulf Fw 200 der I. Gruppe des Kampfgeschwaders 40 Teile des zerstreuten Geleitzuges und griff an. Der Bomber warf Bomben ab und traf die Vingaland, die aber nur beschädigt wurde und einen Hafen erreichte. Insgesamt verlor der Geleitzug fünf Handelsschiffe mit 33.628 BRT und ein Kriegsschiff mit 14.164 BRT, dazu kamen drei beschädigte Handelsschiffe.

## Tanker San Demetrio
Der Tanker San Demetrio wurde von der Admiral Scheer in Brand geschossen. Aufgrund der Explosionsgefahr durch das Benzin an Bord verließ die Besatzung den Tanker in zwei Beibooten. Während das Beiboot mit dem Kapitän der San Demetrio bald von einem anderen Schiff aufgenommen wurde, trieb das zweite Boot unter Führung des 2. Offiziers Hawkins in schwerer See. Am nächsten Tag entdecken die Männer im Boot ein treibendes, brennendes Schiff. Wie sich herausstellte, war es die San Demetrio, die trotz der Beschädigungen und des Feuers an Bord immer noch nicht explodiert war. Vor die Wahl gestellt, im schlechten Wetter zu erfrieren oder an Bord des Wracks eventuell in die Luft zu fliegen, beschlossen sie, auf den Tanker zurückzukehren. Es gelang den Seeleuten unter größten Mühen, das Schiff wieder flott zu machen. Ohne Funk und Navigationsmittel, nur nach der Orientierung des Sonnenstands, erreichte das Schiff Irland. Ein Londoner Gericht sprach ihnen später einen Bergungslohn zu. Dieser Vorfall bildete später die Grundlage für das Drehbuch des Films San Demetrio London.

## Nachgang
Der angebliche Einsatz der Besatzung der Beaverford fand nie größere Beachtung. Obwohl es sogar die Forderung gab die Besatzung posthum mit dem Orden George Cross auszuzeichnen. Hingegen gab es eine große Aufmerksamkeit für die Besatzungen der Jervis Bay und der San Demetrio.